# Кылыч (сабля)

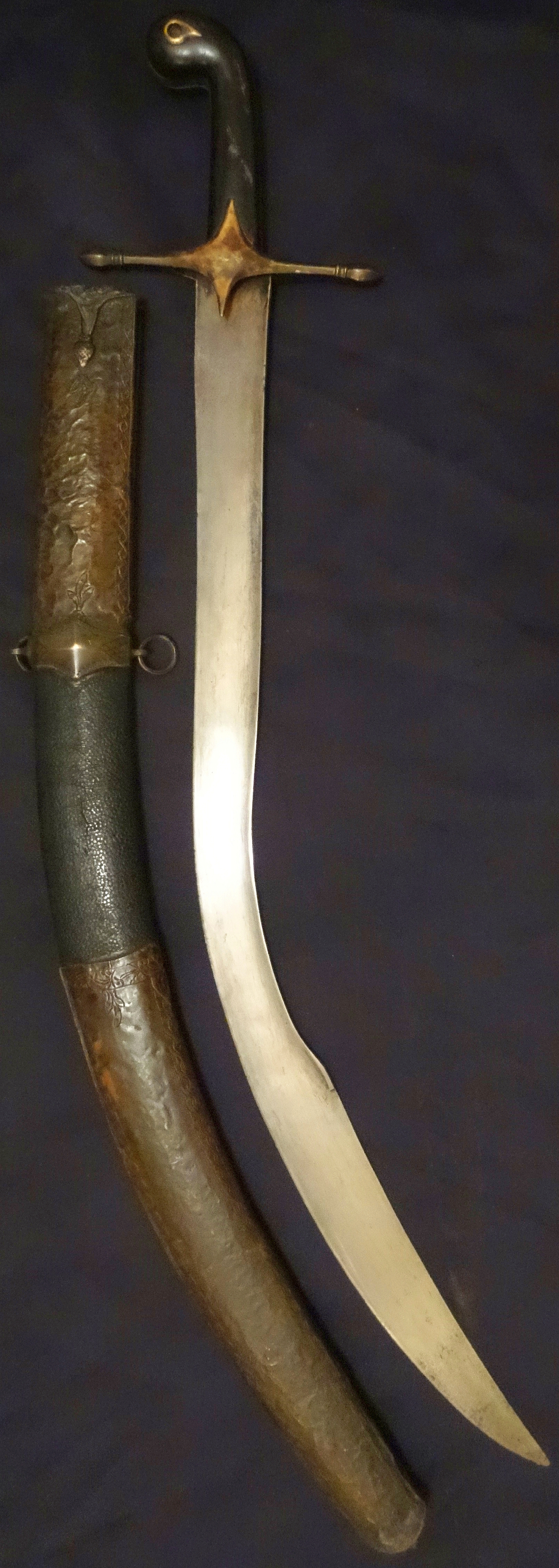
Клыч XVIII века

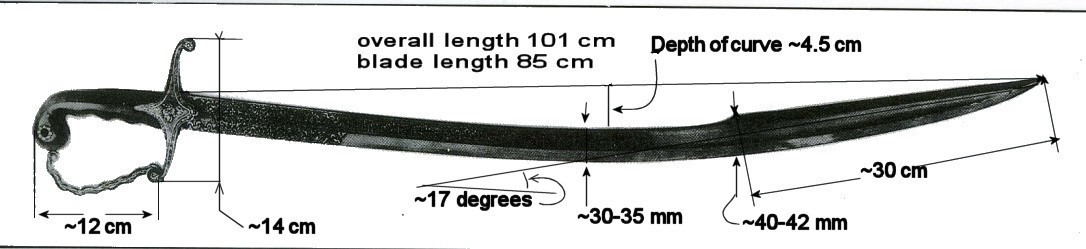
Параметры турецкого клыча

Кылыч, клыч (тур. kılıç — кылыч) — родовое понятие для обозначения длинноклинкового оружия в Турции. В отечественном[каком?] оружиеведении слово кылыч означает один из видов турецкой сабли. Изгиб клинка начинается с конца второй трети. Верхняя треть клинка — прямая. Елмань занимает бо́льшую часть верхней трети клинка. Долы, в большинстве случаев, отсутствуют. Рукоять прямая или изогнутая (навершие не выступает за рукоять). Крестовина использовалась простая и сложная (сабли XIX века). У клычей для всадников крестовина могла отсутствовать. Масса сабли колеблется, в среднем, от одного до полутора килограммов. Клыч — рубяще-колющая сабля, которая использовалась как пешими воинами так и всадниками. Массивная елмань позволяла использовать его против воинов в доспехах высокой степени защиты.

## В Османской империи
Сабли у сельджуков получают распространение ещё в IX—X веках. К XV—XVI веку турецкие сабли приобретают характерные черты. Киличи XVI века отличаются значительной длиной клинка (до 90—100 см) и не очень большим изгибом. Иногда снабжались долами. Крестовины сабель — прямые с утолщениями на концах и перекрестьем. Рукояти отличались небольшим наклоном в сторону лезвия, снабжались гранёным деревянным череном, который крепился к хвостовику на две заклёпки и обтягивался кожей, с восьмигранным или шестигранным навершием в виде колпачка. К подобным клычам относится сабля князя Мстиславского, сделанная в первой половине XVI века египетским мастером. Общая длина этой сабли — 102 см, длина клинка — 88 см, ширина у пяты — 5,5 см, ширина елмани — 6,0 см, кривизна — 8,7 см, толщина — 9 мм, размеры крестовины — 22×10 см, а общий вес (с ножнами) — 2,6 кг.
Клычи XVII века отличаются несильным изгибом, средней шириной 3 см, толщиной 5 мм. Елмань располагалась на 1/3 клинка, в ряде случаев была заточена с двух сторон. Рукояти, в большинстве случаев, в виде «орлиной головы» (карабела). Крестовины из стали, прямые или, реже — загнутые вниз; с шаровидными расширениями на концах. Клинки ковались из простой или из булатной стали. Они могли украшаться золотыми надписями и розетками, выполненными в технике проволочной инкрустации.
Турецкие сабли клыч ко второй половине XVIII века претерпевают ряд изменений. Средняя ширина клинка составляет около 4 см, ширина елмани, находящейся на 1/3 клинка — 5—5,5 см. Клинок, для уменьшения веса сабли, делался тонким, поэтому для компенсации прочности отличался резко расширяющимся обухом. В области елмани обух отсутствовал. Под обухом делался декоративный дол. Кривизна клинка — значительная, при этом максимальный изгиб приходилась на область близ начала елмани. Длина клинка колебалась от 60 до 90 см, но чаще составляла 70—75 см. Сабли могли украшаться золотой или серебряной насечкой, реже — глубокой инкрустацией. Украшения располагались на голоменях в нижней и верхней части клинка, а также на обухе. Центр удара, находящийся в начале елмани, мог выделяться декоративным элементом. Рукояти сабель, как правило, снабжались двумя костяными накладками, крепящимися к хвостовику при помощи двух заклёпок. Иногда, для более удобного удержания, черен отличался волнистыми выемками для пальцев, и был овальным в сечении. Рукоять заканчивалась загнутым в сторону лезвия скруглением, в котором иногда было отверстие для темляка. Встречались рукояти и других типов. Крестовины, чаще всего, латунные.
Со второй четверти XIX века, в связи с реорганизацией Османской армии по европейскому образцу, клычи выходят из употребления. Однако позднее иногда встречались сабли, представляющие собой подражания старым турецким саблям. Они, вероятно, изготавливались в Европе по турецкому заказу.

## Сабли в Западной Европе
В Европе после XV века распространились сабли венгерско-польского типа. Приблизительно в 1670 году появилась польская сабля типа карабела (Карабе́ла (пол. Karabela)). В течение XVII—XIX веков изогнутые сабли восточного образца были широко распространены по всей Европе.
После Египетского похода Бонапарта сабли восточного типа, перенятые у мамелюков, стали популярны среди французских офицеров лёгкой кавалерии. В 1831 году мамалюки, как называли эти сабли, стали личным оружием британских генералов.

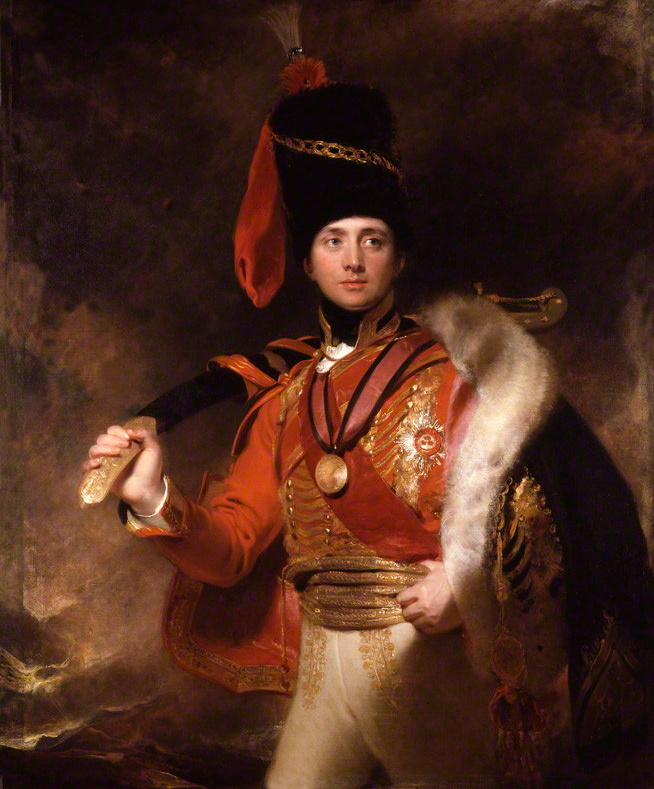
Британский гусарский генерал с саблей восточного образца (1812 г.)

Американская победа в первой берберийской войне в 1805 году привела к тому, что сабли оказались на вооружении старших офицеров морской пехоты США.

## В Российской империи
Сабли восточного типа были распространён среди казаков. В августе 1909 года был издан приказ № 409 по Главному управлению казачьих войск о «дедовском оружии», по которому казакам было позволено нести службу с оружием, перешедшим к ним по наследству от предков. В нём говорилось «… казаков всех вообще казачьих войск не неволить иметь оружие казённого образца, и, не стесняясь однообразностью его, разрешить казакам… выходить на службу с доставшимся им от отцов и дедов шашками, лишь бы оружие это было годно в боевом отношении». Сабля восточного типа была утверждена императором Николаем II к ношению вне строя офицерами-казаками. Их носили офицеры лейб-гвардии Казачьего полка, лейб-гвардии Атаманского полка, лейб-гвардии 6-й Донской казачьей батареи гвардейской конной артиллерии и Уральской сотни лейб-гвардии Сводного казачьего полка.